# Clive Douglas
Clive Martin Douglas (* 27. Juli 1903 in Rushworth, Victoria, Australien; † 29. April 1977 in Brighton, Melbourne) war ein australischer Komponist, Musiker und Dirigent.

## Leben und Wirken
Clive Douglas war der Sohn des Polizeikonstablers Rolland Edward Ellerman Douglas und dessen Frau, der Pianistin Annie Amelia Ellen geb. Martin. Sein Vater verstarb 1906 im Dienst. Clive Douglas lebte für einige Zeit bei seinen Großeltern in Ballarat und in Geelong und später bei seiner Mutter und seinem Stiefvater. Er besuchte die öffentliche Schule in Rushworth und die Highschool in Coburg. Ab 1918 war er in der State Savings Bank von Victoria tätig. 1926 heiratete er in Melbourne Isabel Knox; die Ehe wurde 1935 geschieden.
Clive Douglas erhielt die erste musikalische Ausbildung von seiner Mutter, später studierte er Violine bei Franz Schieblich sowie Musiktheorie und Instrumentation bei Alberto Zelman und war in Theaterorchestern und Gemeindeorchestern als Violinist und Dirigent tätig. Ab 1927 machte er seine ersten Kompositionsversuche und konnte ab 1929 mit einem Stipendium der Ormond Exhibition Komposition bei Arthur Ernest Howard Nickson und Bernard Heinze am Melbourne University Conservatorium studieren. 1934 schloss er mit dem Bachelor of Music ab. Für die Werke Symphony in D major und The Hound of Heaven, eine sinfonische Dichtung nach Francis Thompson, erhielt er 1933 Sonderpreise im Kompositionswettbewerb der Australian Broadcasting Commission. Für die Operette Ashmadai erhielt er 1935 den geteilten ersten Preis. Während der Aufführung von Ashmadai lernte er die Sopranistin Marjorie Eloise Ellis kennen, die er 1936 im Stadtteil Malvern von Stonnington City heiratete. 1944 wurde ihre Tochter Lynne Gavin Douglas geboren.
1936 beendete er seine Anstellung bei der State Savings Bank von Victoria. Von 1936 bis 1941 war er Dirigent des Tasmanian Orchestra der Australian Broadcasting Corporation. Inspiriert von der Folklore der Aborigines schrieb er 1938 die Bush Legend und – mehrere Jahre vor John Antill – das Ballett-Zwischenspiel Corroboree, die später als Kaditcha zusammengefasst und neu bearbeitet wurden. Von 1941 bis 1947 war er Dirigent des Brisbane Symphony Orchestra der Australian Broadcasting Corporation. 1943 wurde sein lyrisches Drama Eleanor, Maid Rosamund, and Henry of Anjou uraufgeführt, für das er auch das Libretto schrieb.
Von 1947 bis 1953 war Clive Douglas Assistent von Eugène Aynsley Goossens beim Sydney Symphony Orchestra. In dieser Zeit begann er auch, Kompositionen für Kurz- und Dokumentarfilme der Commonwealth Film Unit (heute Film Australia) zu schreiben. So komponierte er 1951 Musik für den Film Wherever She Goes über die Pianistin Eileen Joyce und 1954 gemeinsam mit Charles Mackerras, Joseph Post und Robert Hughes für den Dokumentarfilm The Queen in Australia, dem ersten australischen Farbfilm. Von 1953 bis 1956 war er Assistent von Bernard Heinze beim Melbourne Symphony Orchestra.
Clive Douglas erhielt 1958 für sein Werk Kaditcha den Titel Doctor of Music. Von 1959 bis 1968 lehrte er am Melbourne University Conservatorium. 1963 wurde er zum Life Fellow des International Institute of Arts and Letters gewählt. Ende der 1960er Jahre beendete er seine Arbeit für die Australian Broadcasting Commission. Bei Reisen durch Europa engagierte sich für die Förderung der australischen Musik.
Clive Douglas verstarb am 29. April 1977 in Brighton und wurde eingeäschert. George Dreyfus komponierte 1998 für Brassensemble das Stück You’re remember’d well, Clive Douglas! Die Tochter Lynne Gavin Douglas von Clive Douglas veröffentlichte 2011 die Biografie The golden age. Clive Douglas – composer, conductor.